# 任万平
任万平（1964年12月—），女，汉族，黑龙江伊春人，中国历史学家，研究馆员，中国共产党党员，现任故宫博物院副院长。中国史学会清宫史研究会秘书长、曾任国家《清史》纂修工程特聘专家。系国务院特殊津贴专家。
主要从事清代政治制度与礼俗研究，尤其对宫廷礼制与习俗有比较深入的思考。近年特别重视历史图像学研究，通过历史图像来印证、解析、补充清代文献、档案之著录。

## 生平[1]
1990年6月，毕业于吉林大学历史专业，获硕士学位。
1990年8月，到故宫博物院工作。2002年8月，任宫廷部原状陈列组组长。2007年7月，任宫廷部副主任。2010年7月，任古器物部副主任，并主持古器物部工作。2012年3月，任器物部（古器物部）主任。2015年12月，任故宫博物院副院长。

## 相关论著[1]
| 时间           | 名称                                             | 出版相关                                                |
| -------------- | ------------------------------------------------ | ------------------------------------------------------- |
| 2011年         | 《皇权的象征与皇室的奢华——故宫博物院藏宫廷文物》 | 《丝绸之路与华夏文明——从努尔哈赤到溥仪》                |
| 2011年         | 《明清宫廷史学术研讨会论文集》（第一辑）         |                                                         |
| 2011年         | 《清廷危机与清帝退位》                           | 《明清论丛》十一辑                                      |
| 2011年         | 《贤后淑妃——中国古代妇女的典范》                 | 《地上的天宫•北京故宫博物院展》                         |
| 2011年         | 《视线交叉：国王与帝后》                         | 《重扉轻启——明清宫廷文物展》                            |
| 2010年6月15日  | 《揭起皇后的盖头来——清代皇帝大婚礼仪》           | 《中国文化报》                                          |
| 2010年10月22日 | 《皇帝结婚 “使节”说媒》                          | 《北京晚报》                                            |
| 2010年10月29日 | 《深夜迎娶皇后入宫 大婚不忘显示正统》            | 《北京晚报》                                            |
| 2010年         | 《一代昭度为衣冠——康熙朝的衣着》                 | 《REIGN OF THE KANGXI EMPEROR” CONFERENCE PROCEEDINGS》 |
| 2010年         | 《清代文化》                                     |                                                         |
| 2010年         | 《清代大婚大婚典礼制度研究》                     | 《故宫学术讲谈录》（第一辑）                            |
| 2009年第10期   | 《清代皇帝的婚礼》                               | 《百科知识》                                            |
| 2008年         | 《故宫博物院文物珍品全集•玺印卷》                |                                                         |
| 2008年         | 《从万寿庆典图上看乾隆时期的“百戏”》             | 《盛世华章——中国：1662～1795年》                        |
| 2007年         | 《清王朝的建立与入关》                           | 《天下家国——以物见史 故宫专题文物特集》                 |
| 2004年5月      | 《圣主贤君 躬亲农事——康熙亲种试验田》            | 《紫禁城》                                              |
| 2004年1期      | 《辞旧迎新话清宫》                               | 《紫禁城》                                              |
| 2004年         | 《清代皇帝大婚礼俗述论》                         | 《明清论丛》（第五辑）                                  |
| 2003年2期      | 《第十届清史国际研讨会暨第七届清宫史研讨会综述》 | 《中国史研究动态》                                      |
| 2003年         | 《王寂及其著述》                                 | 《辽金史论丛——纪年张博泉教授逝世三周年论文集》          |
| 2002年         | 《文化素养高深的章宗完颜璟》                     | 《中国北方各族人物传》                                  |
| 2002年         | 《理财能吏曹望之》                               | 《中国北方各族人物传》                                  |
| 2002年         | 《清史图典》九卷12册                             |                                                         |
| 2002年         | 《清史图典•太祖太宗朝》卷                        |                                                         |
| 2000年6期      | 《第九届国际清史研讨会综述》                     | 《故宫博物院院刊》                                      |
| 2000年         | 《康乾时期的科技仪器与科技》                     | 《盛世风华——故宫藏清代康雍乾书画器物精品》              |
| 1999年12月     | 《清代官印制度综论》                             | 《明清论丛》（第一辑）                                  |
| 1998年2期      | 《金代官印制度述论》                             | 《故宫博物院院刊》                                      |
| 1998年         | 《中国100件奇珍国宝》                            |                                                         |
| 1992年         | 《中国文物精华》                                 |                                                         |
| 1991年         | 《论金代文化区域结构》                           | 《辽金史论丛》（第五辑）                                |
|                | 时间·空间·称谓——中国古代史中相关的著录问题       |                                                         |

## 综艺节目
任万平曾代表故宫博物院参加综艺节目《国家宝藏》第一节和第二季的录制。